# Druelle Balsac
Druelle Balsac ist eine französische Gemeinde im Département Aveyron in der Region Okzitanien. Sie gehört zum Kanton Vallon im Arrondissement Rodez.
Sie entstand durch ein Dekret vom 6. September 2016 mit Wirkung vom 1. Januar 2017 als Commune nouvelle, indem die bisherigen Gemeinden Druelle und Balsac zusammengelegt wurden. Diese sind seither Communes déléguées. Druelle ist der Hauptort (Chef-lieu).
Nachbargemeinden sind Clairvaux-d’Aveyron im Westen, Valady im Norden, Salles-la-Source und Onet-le-Château im Nordosten, Rodez und Olemps im Osten sowie Luc-la-Primaube, Baraqueville und Moyrazès im Süden.

## Sehenswürdigkeiten

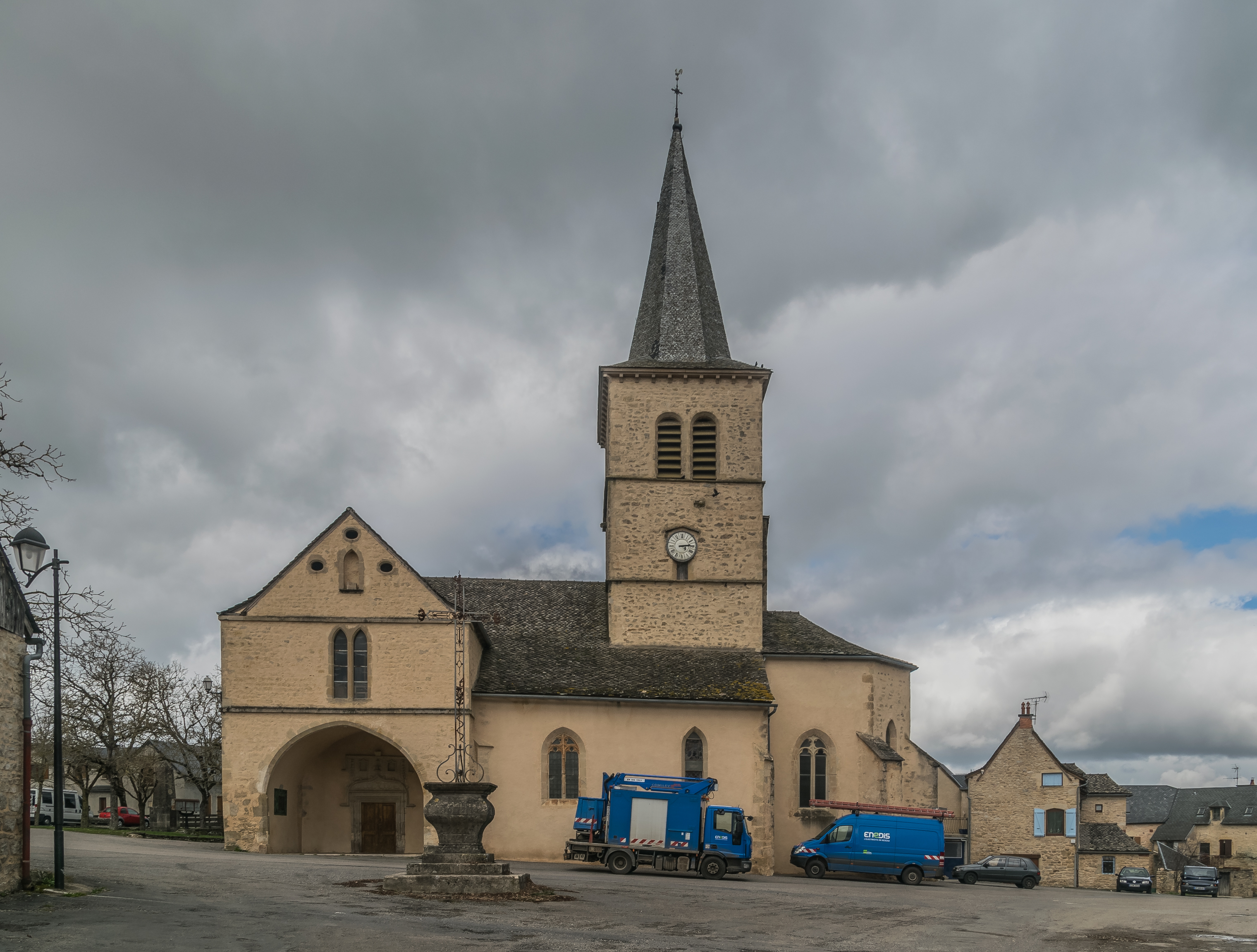
Himmelfahrts-Kirche im Ortsteil Balsac

## Gemeindegliederung
| Ortsteil                    | ehemaliger INSEE-Code | Fläche (km²) | Einwohnerzahl (2017) |
| --------------------------- | --------------------- | ------------ | -------------------- |
| Balsac                      | 12020                 | 15,57        | .0631                |
| Druelle (Verwaltungssitz)00 | 12090                 | 35,68        | 2.512                |